# NCSM Guysborough (J52)
Pour les articles homonymes, voir J52.
Le NCSM Guysborough (pennant number J52) (ou en anglais HMCS Guysborough) est un dragueur de mines de la Classe Bangor lancé pour la Royal Navy (RN), mais transféré à la Royal Canadian Navy (RCN) avant sa mise en service et qui a servi pendant la Seconde Guerre mondiale.

## Conception
Le Guysborough est commandé dans le cadre du programme de la classe Bangor de 1939-40 le 28 novembre 1940 pour le chantier naval de North Vancouver Ship Repairs Limited de North Vancouver en Colombie-Britannique au Canada. La pose de la quille est effectuée le 28 mai 1941, le Guysborough est lancé le 21 juillet 1941 et mis en service le 22 avril 1942.
La classe Bangor doit initialement être un modèle réduit de dragueur de mines de la classe Halcyon au service de la Royal Navy,. La propulsion de ces navires est assurée par 3 types de motorisation: moteur diesel, moteur à vapeur à pistons et turbine à vapeur. Cependant, en raison de la difficulté à se procurer des moteurs diesel, la version diesel a été réalisée en petit nombre.
Les dragueurs de mines de classe Bangor version canadienne déplacent 683 tonnes en charge normale. Afin de pouvoir loger les chaufferies, ce navire possède des dimensions plus grandes que les premières versions à moteur diesel avec une longueur totale de 54,9 mètres, une largeur de 8,7 mètres et un tirant d'eau de 2,51 mètres. Ce navire est propulsé par 2 moteurs alternatifs verticaux à triple détente alimentés par 2 chaudières à tubes d'eau à 3 tambours Admiralty et entraînant deux arbres d'hélices. Le moteur développe une puissance de 2 400 chevaux-vapeur (1 790 kW) et atteint une vitesse maximale de 16 nœuds (30 km/h). Le dragueur de mines peut transporter un maximum de 152 tonnes de fioul.
Leur manque de taille donne aux navires de cette classe de faibles capacités de manœuvre en mer, qui seraient même pires que celles des corvettes de la classe Flower. Les versions à moteur diesel sont considérées comme ayant de moins bonnes caractéristiques de maniabilité que les variantes à moteur alternatif à faible vitesse. Leur faible tirant d'eau les rend instables et leurs coques courtes ont tendance à enfourner la proue lorsqu'ils sont utilisés en mer de face.
Les navires de la classe Bangor sont également considérés comme exiguës pour les membres d'équipage, entassant 6 officiers et 77 matelots dans un navire initialement prévu pour un total de 40.

## Histoire

### Seconde Guerre mondiale
Le navire est lancé le 21 juillet 1941 sous le nom de HMS Guysborough et est prêté à la Marine royale canadienne avec une mise en service le 22 avril 1942.
Après sa mise en service, le Guysborough est affecté à la Esquimalt Force (Force d'Esquimalt). Il reste dans l'unité jusqu'en mars 1943, date à laquelle il est transféré sur la côte Est, où il arrive à la fin du mois d'avril. Il fait un bref service au sein de la Western Local Escort Force (WLEF) (Force d'escorte locale de l'Ouest) avant de rejoindre la Halifax Local Defence Force (Force de défense locale d'Halifax).
À la mi-septembre 1943, le Guysborough s'embarque pour Baltimore où il subit un carénage qui dure six semaines. En février 1944, il est envoyé au Royaume-Uni dans le cadre de la contribution du Canada au débarquement de Normandie. À son arrivée, il est affecté à la 14e flottille de dragage de mines britannique et nettoie le canal 2 des mines dans le secteur américain de la route d'invasion dans la nuit du 5 au 6 juin. La 14e flottille de dragage de mines reprend les activités de dragage de mines une heure après le début de l'assaut, le 6 juin. Le Guysborough drague la Baie de Seine jusqu'au 13 juin. La 14e flottille poursuit les activités de dragage de mines dans la zone d'invasion jusqu'au 21 juin. Le Guysborough reste dans les eaux britanniques jusqu'en décembre, date à laquelle il retourne au Canada pour subir un nouveau carénage, cette fois à Lunenburg (Nouvelle-Écosse).
En mars, après l'achèvement du réaménagement, le Guysborough reçoit l'ordre de rentrer au Royaume-Uni. En cours de route, il est torpillé.

#### Naufrage
Le 17 mars 1945 à 18h50, le Guysborough est touché par une torpille G7es tirée par le sous-marin allemand (U-Boot) U-868 au large d'Ouessant,. Le dragueur de mines naviguait seul de Horta à Plymouth lorsqu'il est touché. La torpille frappe la poupe, ce qui provoque des dégâts importants et une légère gîte sur bâbord, mais le navire refuse de couler. Cependant, il n'y a pas de victimes. Le U-868 tire un coup de grâce qui frappe le milieu du navire sur le côté tribord à 19h35. Deux membres de l'équipage meurent dans l'explosion et plusieurs sont blessés. Le navire s'immobilise lentement et coule au bout de 35 minutes, à la position géographique de 46° 43′ N, 9° 30′ O. 49 membres d'équipage décèdent en attendant les secours. 40 survivants sont secourus par la corvette HMS Inglis 19 heures après que le navire ait été attaqué et un autre survivant est ramassé par la corvette HMS Loring tandis qu'elle est à la recherche du sous-marin.

### Honneurs de bataille
- Atlantic 1943-44
- Normandy 1944

### Participation auxconvois
Le Guysborough a navigué avec les convois suivants au cours de sa carrière:
1. Convoi HX 272
2. Convoi ON 214
3. Convoi ON 270
4. Convoi SC 141

### Commandement
- T/Lieutenant (T/Lt.) Benjamin Thomas Robert Russell (RCNR) du 8 avril 1942 au 17 mars 1945

Notes:
RCNR: Royal Canadian Naval Reserve 